# Корф, Николай Максимович
Николай Максимович Корф (1917—2000) — генерал-майор ВС СССР, начальник Саратовского высшего военного командно-инженерного училища ракетных войск в 1966—1973 годах, кандидат военных наук.

## Биография
Родился в 1917 году в селе Жихар (ныне район Харькова). Украинец. Окончил школу, в октябре 1936 года поступил в Одесское артиллерийское училище. В годы Великой Отечественной войны в звании капитана служил в команде по приёму импортных поставок от Западных союзников в северных портах СССР, за что был отмечен медалью «За трудовую доблесть» Указом Президиума Верховного Совета СССР от 1 мая 1944 года. На фронте с 11 ноября 1944 года, служил помощником начальника артиллерийского снабжения по вооружению 73-й стрелковой Новозыбковской  Краснознамённой дивизии (29-й стрелковый корпус, 48-я армия, 3-й Белорусский фронт).
С 14 по 19 января 1945 года во время боёв за польский Пшасныш капитан Корф руководил снабжением боеприпасами частей дивизии; 18 января при штурме города организовал автотранспорт тыла и дважды из района ДОПа за 30 км подвёз боеприпасы в район огневых позиций, обеспечив успешный штурм. В районе высоты 127,6 после отражения трёх контратак противника с участием самоходок Корф организовал сбор и сдачу спецукупорки и стреляных гильз (98% расхода боеприпасов). Он был представлен к награждению орденом Отечественной войны II степени, однако в итоге был награждён орденом Красной Звезды.
В марте 1945 года награждён медалью «За боевые заслуги» приказом командующего артиллерией 48-й армии от имени ПВО СССР. В мае того же года представлен к ордену Красной Звезды, был награждён 23 июня 1945 года. Согласно наградному листу, систематически обеспечивал мастерские полков инструментом и оборудованием, руководя сбором трофейного и отечественного оружия: стараниями Корфа за время наступательных операций в Польше и Германии были восстановлены 5 тысяч винтовок и карабинов, 3,5 тыс. пистолетов-пулемётов, 350 ручных пулемётов, 120 станковых пулемётов, 35 пушек калибра 45 мм, 55 миномётов, 150 противотанковых ружей, а также 150 трофейных винтовок и много другого вооружения. Во время боёв оп ликвидации группировки на косе Фра-Норунг захватывал трофейное вооружение, сумев восстановить две 88-мм пушки, две 105-мм пушки и ещё два 150-мм орудия.
В 1950-е годы Корф был отправлен в КНР, где занимался подготовкой китайских артиллеристов, за что был награждён медалью «Китайско-советская дружба» от Мао Цзедуна. После окончания Военной артиллерийской академии командовал 111-й ракетной бригадой в Байрамали, позже стал начальником ракетных войск и артиллерии 7-й гвардейской танковой армии в Борисове. Награждён грамотой по итогам 1965 учебного года «за умелое руководство и высокие результаты в боевой и политической подготовке войск».
31 октября 1966 года Николай Максимович Корф был назначен начальником Саратовского высшего командно-инженерного Краснознамённого ордена Красной Звезды училища имени Героя Советского Союза генерал-майора А.И. Лизюкова, занимался развитием полевой учебно-материальной базы. Также вёл научно-исследовательскую работу, 13 марта 1969 года совет Военной академии бронетанковых войск присвоил ему учёную степень кандидата военных наук. В 1971 году в округе среди военных училищ Саратовское училище завоевало первое место, за что было награждено Переходящим Красным знаменем Военного совета Приволжского военного округа. 18 сентября 1973 года приказом Главнокомандующего Сухопутными войсками был награждён наручными часами марки «Командирские».
В 1973 году назначен на пост начальника 1-го научно-исследовательского управления (заместителя начальника 37-го научно-исследовательского института ракетных войск и артиллерии) в Ленинграде. Позже был заведующим методическим кабинетом в Военной артиллерийской академии.
Скончался в 2000 году в Санкт-Петербурге. Похоронен на Большеохтинском кладбище.

## Награды
- Орден Красного Знамени (дважды)[2], в том числе
  - 22 февраля 1968 года — за достигнутые успехи в руководстве училищем и в связи с 50-летием Советской Армии и Военно-Морского флота[2]
- Орден Красной Звезды (дважды)[2], в том числе
  - 23 июня 1945 — за образцовое выполнение боевых заданий командования на фронте борьбы с немецкими захватчиками и проявленные при этом доблесть и мужество[3]
- Орден Отечественной войны
  - I степени (6 апреля 1985)[5]
  - II степени[2]
- Орден «За службу Родине в Вооружённых Силах СССР» III степени[2]
- Медаль «За боевые заслуги» (дважды)[2], в том числе
  - март 1945 — за образцовое выполнение боевых заданий командования на фронте борьбы с немецкими захватчиками и проявленные при этом доблесть и мужество[2]
  - 19 апреля 1945 — за образцовое выполнение боевых заданий командования на фронте борьбы с немецкими захватчиками и проявленные при этом доблесть и мужество[4]
- Медаль «За взятие Кёнигсберга»[2]
- Медаль «За трудовую доблесть» (1 мая 1944) — за успешную работу по разгрузке и отправке импортных военных материалов и продовольствия, поступающих через северные порты СССР[6]
- иные награды[2]